# Robert Ghormley
Robert Lee Ghormley (Portland, 15 ottobre 1883 – Bethesda, 21 giugno 1958) è stato un ammiraglio statunitense.
Durante la seconda guerra mondiale, operò nel teatro del Sud Pacifico nella guerra contro il Giappone.

## Biografia

### Inizio carriera militare
Si diplomò all'Accademia militare della US Navy nel luglio 1906, e servì per cinque anni sugli incrociatori. Dal 1911 al 1913 servì, col grado di tenente di vascello, come aiutante di bandiera del Comandante in capo della flotta del Pacifico, partecipando alla campagna del Nicaragua nel 1912.

### Tra le due guerre
Dopo un periodo di servizio all'Accademia Navale, promosso lieutnant commander (equivalente al grado di capitano di corvetta), passò la prima guerra mondiale come aiutante di bandiera sulla USS Nevada. Dopo la guerra comandò unità minori fino al 1922. Promosso commander (capitano di fregata) nel luglio 1921, fu aiutante dell'assistente al Segretario alla Marina statunitense dal 1923 al 1925. Fu poi vicecomandante della corazzata Oklahoma fino al 1927.

### Seconda guerra mondiale
Da contrammiraglio, si trovava come osservatore in Gran Bretagna allo scoppio delle ostilità. Promosso vice ammiraglio, ricoprì l'incarico di comandante dell'area del sud Pacifico da giugno ad ottobre del 1942, durante le fasi iniziali della campagna di Guadalcanal, e venne sostituito dall'ammiraglio William Halsey per il suo pessimismo. Trascorso un breve periodo al ministero della Marina a Washington, ritornò nel Pacifico come comandante del 14º distretto navale alle Hawaii. Alla fine del 1944 fu destinato in Germania come comandante delle forze navali statunitensi, dove rimase per un anno. Trascorse gli ultimi mesi di servizio attivo come consigliere della US Navy a Washington, andando in pensione nel 1946.